# あそべる絵本 マインド テン
『あそべる絵本 マインド テン』は、グランディングが開発、2009年9月16日に任天堂が発売したニンテンドーDSiウェアである。あそべる絵本シリーズとしては、『あそべる絵本 とびだスゴロク!』に続く2作目にあたる。

## 概要
紳士淑女のたしなむ遊戯という設定で、互いの手の内を読みあい、心理戦を楽しむボードゲーム。プレイヤーは、盤上に並べられた複数色のコインの枚数を、自分のターンごとにカードを使って増減させてゆき、最終的な得点数の多さで勝敗を決める。

## ルール
基本

盤上の5色(3人以上の場合は6色)のうち、プレイヤーの色として2色が割り当てられる。カードに書かれた数字(3,2,1,-1,-2,-3)に応じて、任意の色のコインを増減させてゆく。数字カードは一度使うとなくなるが、ターンごとに1枚補充される。10ターン経過するか、だれかがゴール(詳細は後述)するとゲームが終了。最終的に、割り当てられた2色のコインの差がプレイヤーの得点になる。しかし、どちらかの色がともに0枚であると、どれほど差がついても0点となる。

例:
```
  オレンジ 9枚、グリーン 1枚の場合 → 8点
  オレンジ 9枚、グリーン 9枚の場合 → 0点
  オレンジ 9枚、グリーン 0枚の場合 → 0点
```

ジャッジ

数字カードを使用する前のタイミングで、試合中に2回まで、相手の色を見破るジャッジを宣言できる。指摘した色で合っていればジャッジ成功、2点がジャッジボーナスとして手に入る。逆に、合っていなければ失敗となり、指摘した相手に1点がフェイクボーナスとして加算される。なお、相手もプレイヤーに対してジャッジしてくるので、プレイヤーもフェイクを狙うことができる。10ターン終了した時点でジャッジの権利を持っているプレイヤーは、エクストラターンとして1回までジャッジをすることができる(任意)。

ゴール

コインが1色でも10枚に達すると、何ターン経過したかに関わらず、その時点で試合は終了する。ゴールしたプレイヤーはゴールボーナスとして2点加算される。なお、ゴールによって終了した際にはエクストラターンは発生しない。

トリックカード

1試合中に1度だけ、自分のターン開始時に、特殊な効果をもたらすトリックカードを使用することができる。種類は全部で10種類。そのうち8種類は、ゲーム終了時の得点に応じて付与されるメダルで購入する(ランダム)。

- LOW+2

一番少ないコインを2枚増やす。複数ある場合はランダムで選択される。
- HIGH-2

一番多いコインを2枚減らす。複数ある場合はランダムで選択される。
- ブラインド

全員の手札をランダムでシャッフルする。(メダルで購入)
- Hコインロック

次のターンまで、一番多いコインを数字カードで動かせなくする。複数ある場合はランダムで選択される。(メダルで購入)
- カラーチェンジ

自分のコインの色を変える。ランダムなので結果的に色が変化しないこともある。(メダルで購入)
- ダブルムーブ

2箇所のコインを1枚の数字カードで動かすことができる。(メダルで購入)
- ALL+1

全てのコインを1つずつ増やす。(メダルで購入)
- ALL-1

全てのコインを1つずつ減らす。(メダルで購入)
- 符号反転

全員の数字カードの符号(+/-)を反転させる。(メダルで購入)
このトリックカードの効果によってのみ、-3のカードを手札にすることができる。

1試合の最高得点は、2人対戦時では17点(コインの差9点+フェイクボーナス2点+ゴールボーナス2点+ジャッジボーナス4点)、3-4人対戦だと18点になる。

## ゲームモード

### 勝ち抜き戦
計6戦を勝ち抜くモード。1戦ごとに対戦相手となるCOMキャラクターは固定されており、4戦目からはトリックカードが使えるようになる。プレイヤーが選択できるキャラクターは紳士/淑女。

### フリー対戦
使用キャラクター、対戦人数(2-4人)、トリックカードの有無、試合数(1-5回戦)をプレイヤーが任意に設定し、COMキャラクターと対戦できるモード。

### 通信対戦
DSワイヤレスプレイ/DSダウンロードプレイで対人戦をすることができる。なお、ダウンロードプレイでは、ソフトを持っていない側が選択できるキャラクターは紳士/淑女のみで、トリックカードを使用した対戦はできない。

### その他
遊び方
チュートリアルで遊び方を確認できる
マイデータ
トリックカードの購入、対戦記録の確認ができる。また、全部で50あるチャレンジ項目(特殊な勝利の仕方や、ジャッジ連続成功など)の達成度も見ることができる。

## キャラクター
トッパー男爵
研究熱心で、ジャッジには自信を持っている。プレイヤーのキャラクターとして選択した場合は、紳士。
レディフラワ
きまぐれな行動で悩ませるも、うっかりミスが多い。プレイヤーのキャラクターとして選択した場合は、淑女。
ヒツジ
気づいたことがあるとすぐに解決したがる、羊の執事。勝ち抜き戦では第1戦で対戦する。
ラビット男爵
ゴールを目指すことを第一にする、子どものウサギ。勝ち抜き戦では第2戦で対戦する。
ジラフ伯爵
遠慮がちな性格のキリン。コインを平均化することにこだわる。勝ち抜き戦では第3戦で対戦する。
マダムオラン
相手の得点を下げることで勝利しようとするオランウータンのマダム。勝ち抜き戦では第4戦で対戦する。
シロクマ男爵
一か八かの戦略を仕掛けてくる高圧的なシロクマ。勝ち抜き戦では第5戦で対戦する。
ウルフ
冷静に隙をうかがうオオカミの策士。勝ち抜き戦では最終戦で対戦する。